# Ziemia Księcia Chrystiana

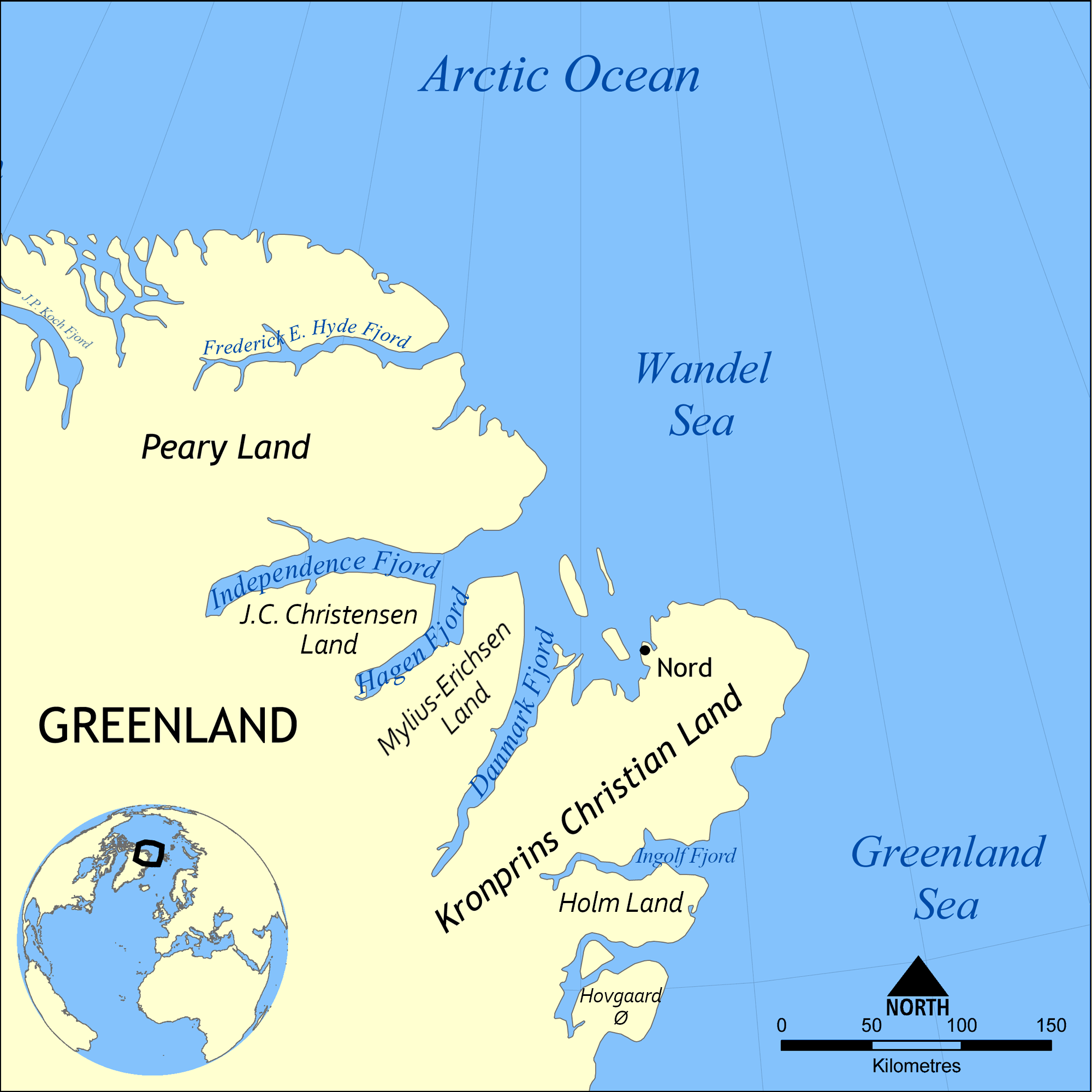
Mapa północno-wschodniego krańca Grenlandii

Ziemia Księcia Chrystiana (duń. Kronprins Christian Land) – region Grenlandii w najdalszej północnej części jej wschodniego wybrzeża. Na południe od niej rozciąga się Ziemia Króla Fryderyka VIII, a na zachód Ziemia Myliusa Erichsena i Ziemia Peary’ego.
Jest to półwysep Grenlandii wysunięty najdalej na wschód; ograniczają go duże fiordy (od zachodu Fiord Duński). W całości obejmuje go Park Narodowy Grenlandii. Leży na nim militarno-naukowa baza Nord. Akwen, którego wody oblewają Ziemię Księcia Chrystiana od północy, nazywany jest Morzem Wandela; od wschodu przylega do niej Morze Grenlandzkie. Ziemia ta została nazwana na cześć następcy tronu Danii, późniejszego króla Chrystiana X.